# Lyme Park

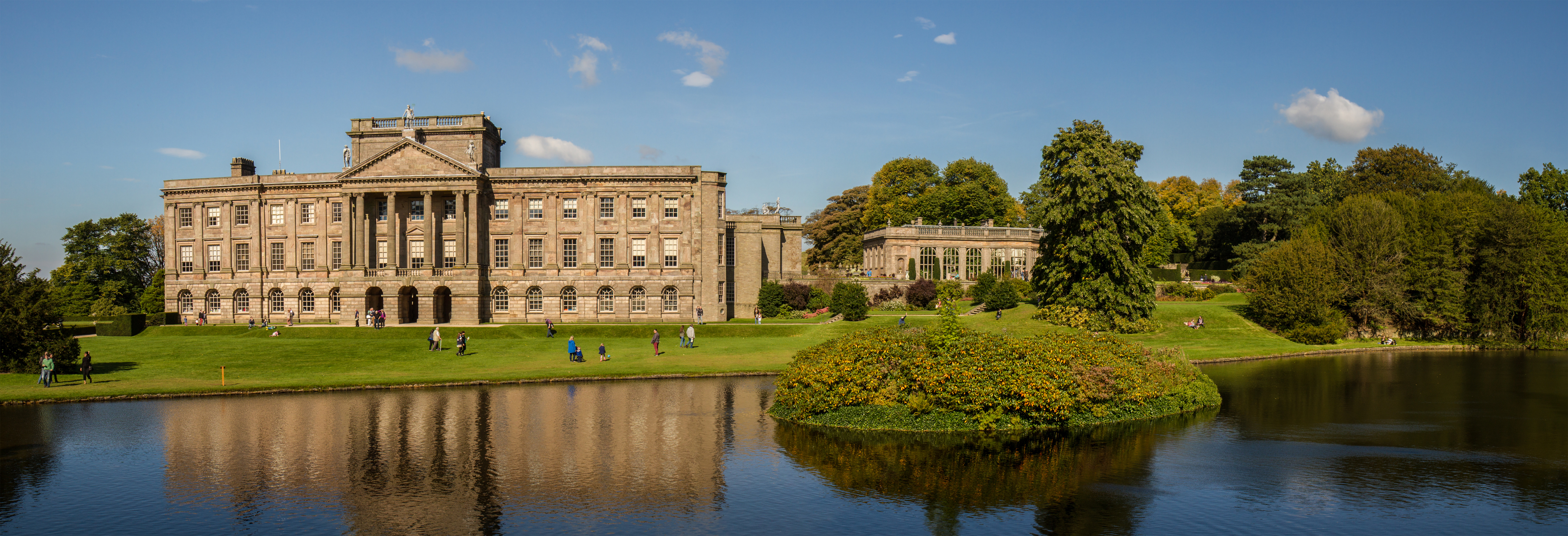
Lyme Hall con la piscina espejo

Lyme Park es un parque en el condado de Cheshire, Inglaterra, cerca de Disley. La atracción principal del parque es Lyme Hall, utilizada para la adaptación que la BBC realizó en 1995 de la novela Orgullo y prejuicio de Jane Austen como Pemberley, la propiedad de Fitzwilliam Darcy. 
En él parque habitan muchos ciervos rojos y posee una torre de vigilancia usada para la caza.  

## Lyme Hall

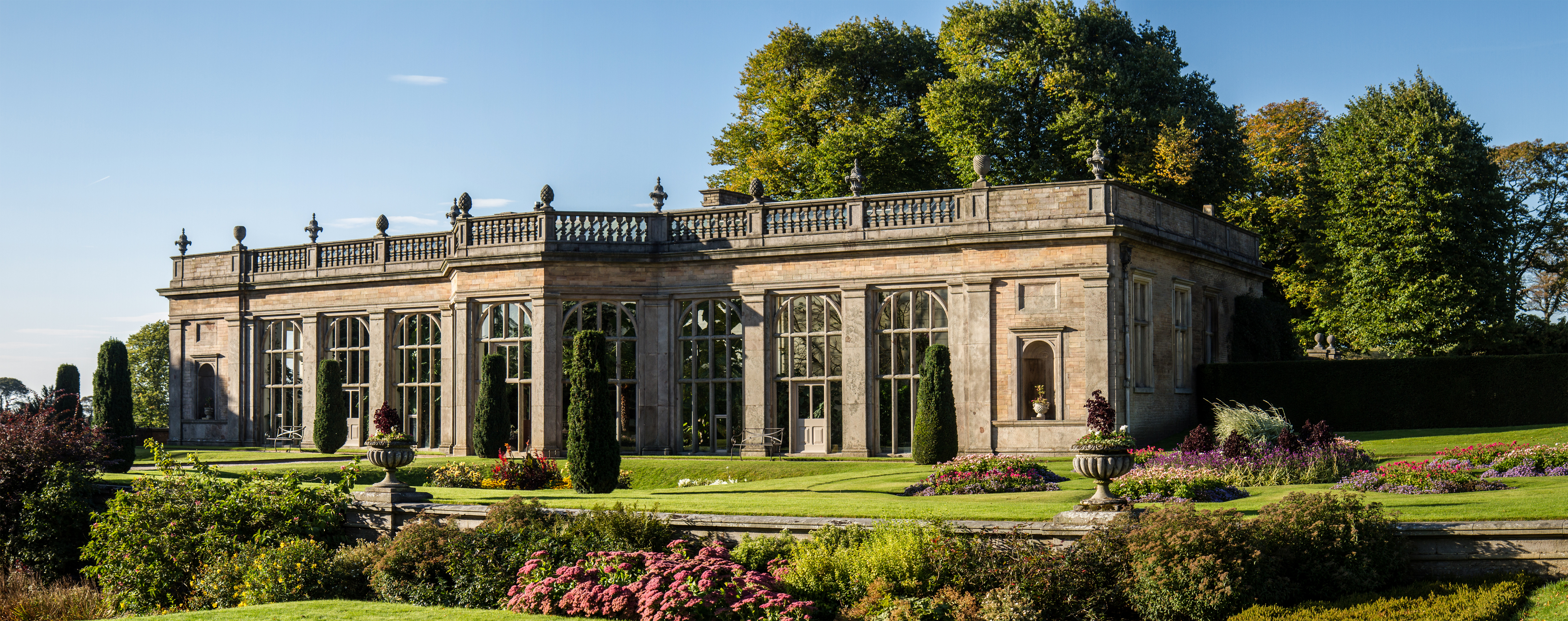
Orangerie en Lyme Hall

En el siglo XIX, el diseño isabelino original fue reformado para simular un palacio italiano, a cargo del veneciano Giancomo Leoni. 
Enfrente del Hall se sitúa una piscina espejo, un elemento típico de la jardinería del siglo XIX consistente en un pequeño lago o charca que refleja la fachada principal.  
El jardín posee una orangerie y un pequeño jardín de estilo neerlandés.